# Svea Peters
Svea Beda Helmina Peters, född Wolffhagen, tidigare gift Asklöf, född 13 mars 1872 i Göteborg, död i oktober 1928, var en svensk skådespelare. 
Hon var engagerad hos Hjalmar Selander 1894–1896 och vid Folkteatern i Stockholm från 1896. Bland hennes roller märks Anna i Värmlänningarna, Agnes i Löjen och tårar, Stina i Nerkingarne och Margaretha i Mefisto.
Hon var från 1900 fram till sin död gift med regissören och skådespelaren Hjalmar Peters. De är begravda på Norra begravningsplatsen utanför Stockholm.

## Filmografi
- 1919 – Synnöve Solbakken
- 1919 – Ingmarssönerna
- 1925 – Ett köpmanshus i skärgården

## Teater

### Roller
| År   | Roll                         | Produktion                                               | Regi                      | Teater                   |
| ---- | ---------------------------- | -------------------------------------------------------- | ------------------------- | ------------------------ |
| 1920 |                              | Hennes lilla majestät Paul Lanzinger                     |                           | Folkteatern              |
| 1920 |                              | Barken Margareta Christian Bogø och J. Ravn-Jensen       |                           | Folkteatern              |
| 1921 | Medverkande                  | Denna sida opp, revy Karl-Ewert och Karl Gerhard         | Olle Nordmark             | Folkteatern              |
| 1921 | Augusta Lokman, tidningsbud  | Vagnmakarns frieri Hjalmar Peters                        | Hjalmar Peters            | Folkteatern              |
| 1921 |                              | Hemslavinnor Christian Bogø och Axel Frische             | Hjalmar Peters            | Folkteatern              |
| 1922 |                              | Hemslavinnor Christian Bogø och Axel Frische             | Hjalmar Peters            | Folkteatern              |
| 1923 |                              | Hemslavinnor Christian Bogø och Axel Frische             | Hjalmar Peters            | Folkteatern              |
| 1923 |                              | Sömngångerskan Mark Swan                                 | Hjalmar Peters            | Folkteatern              |
| 1923 | Fru Ström, Langsteds svärmor | Svärmor i klämma Alfred Aatoft                           | Hjalmar Peters            | Folkteatern              |
| 1923 | Lovisa Löfqvist              | Jazzflugan Sven Rune                                     | Hjalmar Peters            | Folkteatern              |
| 1924 | Anna-Lisa Grip               | Högsta vinsten Hjalmar Peters                            | Hjalmar Peters            | Folkteatern              |
| 1924 | Gamla fru le Gueldic         | Hans rätta hustru Jacques Bousquet och Henri Falk        | Hjalmar Peters            | Helsingborgs stadsteater |
| 1924 | Fru Pascal                   | Fröken Pascal Martial Piéchaud                           | Gerda Lundequist-Dalström | Helsingborgs stadsteater |
| 1924 | Herodias                     | Salome Oscar Wilde                                       | Torsten Hammarén          | Helsingborgs stadsteater |
| 1925 | Fru Anna Borg                | Dagens hjälte Carlo Keil-Möller                          | Torsten Hammarén          | Helsingborgs stadsteater |
| 1925 | Jungfru Andersson            | Thora van Deken Henrik Pontoppidan och Hjalmar Bergstrøm | Gerda Lundequist-Dalström | Helsingborgs stadsteater |